# Madeleine Peyroux
Madeleine Peyroux, född 18 april 1974 i Athens, Georgia, är en amerikansk jazzsångerska, gitarrist och låtskrivare. Hon var under många år bosatt i Paris där hon bland annat var gatumusikant. När hon släppte sitt debutalbum Dreamland 1996 jämfördes hennes röst med sångerskor som Billie Holiday.
Hennes mormor utvandrade 1927 från Stockholm till New York.

## Diskografi
Studioalbum
- 1996 – Dreamland
- 2004 – Careless Love
- 2006 – Half the Perfect World
- 2009 – Bare Bones
- 2011 – Standing on the Rooftop
- 2013 – The Blue Room

Singlar/EPs
- 2005 – Don't Wait Too Long
- 2005 – You're Gonna Make Me Lonesome When You Go
- 2005 – Dance Me to the End of Love
- 2006 – I'm All Right
- 2007 - Once in a While
- 2007 - A Little Bit
- 2009 – Instead
- 2011 – The Party Oughta Be Comin' Soon
- 2012 – Changing All Those Changes